# Grand Bell Awards
Els Grand Bell Awards (en coreà 대종상 영화제 daejongsang yeonghwajae, "Premis Grand Bell") són uns premis de cinema atorgats a Corea del Sud en una cerimònia anual organitzada per la Korea Motion Picture Promotion Association. Existeixen des del 1962 i si bé el festival ha estat sovint marcat per la controvèrsia, acusat de suborns i pressions polítiques, els premis Grand Bell han mantingut el seu prestigi en tant que cerimònia de cinema més antiga celebrada en aquest país, i avui dia són considerats com l'equivalent coreà dels Premis de l'Acadèmia (Oscars) americans.

## Premis principals
- Millor pel·lícula
- Millor actor
- Millor actriu
- Millor actor debutant
- Millor actriu debutant
- Millor actor secundari
- Millor actriu secundària
- Millor director
- Millor director debutant
- Millor guió original
- Millor guió adaptat
- Millor fotografia
- Millor direcció artística
- Millor disseny de vestuari
- Millor muntage
- Millor música
- Premi especial

## Premis a la millor pel·lícula
| Any  | Títol en català o internacional                    | Títol original            | Transliteració                       | Director        |
| ---- | -------------------------------------------------- | ------------------------- | ------------------------------------ | --------------- |
| 1962 | Prince Yeonsan                                     | 연산군                    | Yeonsangun                           | Shin Sang-ok    |
| 1963 | The Memorial Gate for Virtuous Women               | 열녀문                    | Yeolnyeomun                          | Shin Sang-ok    |
| 1964 | Blood Relation                                     | 혈맥                      | Hyeolmaek                            | Kim Su-yong     |
| 1965 | Deaf Sam-yong                                      | 벙어리 삼룡이             | Beongeori Samryongi                  | Shin Sang-ok    |
| 1966 | The Sea Village                                    | 갯마을                    | Gaetmaeul                            | Kim Su-yong     |
| 1967 | Coming Back                                        | 귀로                      | Gwiro                                | Lee Man-hui     |
| 1968 | King Daewon                                        | 대원군                    | Daewongun                            | Shin Sang-ok    |
| 1969 | Celebració anul·lada                               | .                         | .                                    | .               |
| 1970 | Celebració anul·lada                               | .                         | .                                    | .               |
| 1971 | Celebració anul·lada                               | .                         | .                                    | .               |
| 1972 | Patriotic Martyr An Jung-gun                       | 의사 안중근               | Uisa Ahn Jung-geun                   | Joo Dong-jin    |
| 1973 | The General in Red Robes                           | 홍의 장군                 | Hongui janggun                       | Lee Doo-yong    |
| 1974 | The Land                                           | 토지                      | Toji                                 | Kim Su-yong     |
| 1975 | Flame                                              | 불꽃                      | Bulggot                              | Yu Hyun-mok     |
| 1976 | Mother                                             | 어머니                    | Omoni                                | Im Won-shik     |
| 1977 | Diary of Korean-Japanese War                       | 난중일기                  | Nanjung Ilgi                         | Jang Il-ho      |
| 1978 | Police Story                                       | 경찰관                    | Gyeongchalgwan                       | Lee Doo-yong    |
| 1979 | The Hidden Hero                                    | 깃발없는 기수             | Gitbalomneun Gisu                    | Im Kwon-taek    |
| 1980 | Son of Man                                         | 사람의 아들               | Salamui adeul                        | Yu Hyun-mok     |
| 1981 | Invited People                                     | 초대받은 성웅들           | Chodaebadeun saramdeul               | Choe Ha-won     |
| 1982 | Come Unto Down                                     | 낮은 데로 임하소서        | Nateun Daero Imhasoseo               | Lee Jang-ho     |
| 1983 | Mulleya Mulleya                                    | 여인잔혹사 물레야 물레야  | Yeoinjanhoksa Mulleya Mulleya        | Lee Doo-yong    |
| 1984 | Adultery Tree                                      | 자녀목                    | Janyeomok                            | Chong Jin-u     |
| 1985 | Mother                                             | 어미                      | Omi                                  | Park Chul-soo   |
| 1986 | Pillar of Mist                                     | 안개기둥                  | Angae Gidung                         | Park Cheol-su   |
| 1987 | Diary of King Yeonsan                              | 연산일기                  | Yeonsan Ilgi                         | Im Kwon-taek    |
| 1988 | No va haver-hi premi                               |                           |                                      |                 |
| 1989 | Come Come Come Upward                              | 아제아제 바라아제         | Aje Aje Bara Aje                     | Im Kwon-taek    |
| 1990 | All That Falls Has Wings                           | 추락하는 것은 날개가 있다 | Churakhaneun geosheun nalgaega itda  | Chang Gil-soo   |
| 1991 | Passion Portrait                                   | 젊은날의 초상             | Jeolmeun nalui chosang               | Kwak Ji-kyun    |
| 1992 | Fly High Run Far                                   | 개벽                      | Gaebyeok                             | Im Kwon-taek    |
| 1993 | Sopyonje                                           | 서편제                    | Sopyonje                             | Im Kwon-taek    |
| 1994 | The Story of Two Women                             | 두 여자 이야기            | Duyeoja iyagi                        | Lee Jeong-Kuk   |
| 1995 | The Eternal Empire                                 | 영원한 제국               | Yeongwonhan jegug                    | Park Chong-won  |
| 1996 | Henequen                                           | 애니깽                    | Henikkeng                            | Kim Ho-sun      |
| 1997 | The Contact                                        | 접속                      | Jeopsok                              | Jang Yun-hyeon  |
| 1998 | Celebració anul·lada a causa de la crisi econòmica |                           |                                      |                 |
| 1999 | Spring in My Hometown                              | 아름다운 시절             | Areumdawoon shijul                   | Lee Kwangmo     |
| 2000 | Peppermint Candy                                   | 박하사탕                  | Bakha satang                         | Lee Chang-dong  |
| 2001 | Joint Security Area                                | 공동경비구역JSA           | Gongdong gyeongbi guyeok JSA         | Park Chan-wook  |
| 2002 | Sang Woo i la seva àvia                            | 집으로                    | Jibeuro                              | Lee Jeong-hyang |
| 2003 | Memories of Murder                                 | 살인의 추억               | Salinui chueok                       | Bong Joon-ho    |
| 2004 | Primavera, estiu, tardor, hivern i... primavera    | 봄여름가을겨울그리고봄    | Bom yeoreum gaeul gyeoul geurigo bom | Kim Ki-duk      |
| 2005 | Marathon                                           | 말아톤                    | Maraton                              | Jeong Yoon-chul |
| 2006 | The King and the Clown                             | 왕의 남자                 | Wang-ui namja                        | Lee Jun-ik      |
| 2007 | Family Ties                                        | 가족의 탄생               | Gajokeui tansaeng                    | Kim Tae-Yong    |
| 2008 | The Chaser                                         | 추격자                    | Chugyeokja                           | Na Hong-jin     |
| 2009 | The Divine Weapon                                  | 신기전                    | Singijeon                            | Kim Yoo-jin     |
| 2010 | Poetry                                             | 시                        | Si                                   | Lee Chang-dong  |
| 2011 | The Front Line                                     | 고지전                    | Gojijeon                             | Jang Hoon       |
| 2012 | Masquerade                                         | 광해:왕이 된 남자         | Gwanghae: Wangyidoen Namja           | Choo Chang-min  |
| 2013 | The Face Reader                                    | 관상                      | Gwansang                             | Han Jae-rim     |
| 2014 | The Admiral: Roaring Currents                      | 명량                      | Myeongryang                          | Kim Han-min     |
| 2015 | Ode to My Father                                   | 국제시장                  | Gukjesijang                          | Yoon Je-kyoon   |
| 2016 | Inside Men                                         | 내부자들                  | Naebujadeul                          | Woo Min-ho      |